# Instituto Catalán de Finanzas
El Instituto Catalán de Finanzas (ICF, en catalán Institut Català de Finances) es una entidad financiera pública fundada en 1985. El accionista único de la entidad es la Generalidad de Cataluña. El objetivo principal del ICF es impulsar el crecimiento de la economía catalana, facilitando el acceso a la financiación al tejido empresarial, como complemento del sector financiero privado. El ICF financia proyectos empresariales mediante préstamos, avales y la inversión en capital riesgo, entre otros. Para llevar a cabo su actividad, el ICF se financia en los mercados nacionales e internacionales.
El ICF es una entidad pública sometida al derecho privado. Esto significa que la entidad tiene personalidad jurídica propia y somete su actividad a su propia ley, al estatuto de la empresa pública catalana y al resto del ordenamiento jurídico. El ICF está regulado por el Decreto Legislativo 4/2002, de 24 de diciembre, por el que se aprueba el texto refundido de la Ley del Institut Català de Finances, de 14 de enero de 1985, modificado posteriormente en varias ocasiones, la más relevante mediante el Decreto Ley 2/2015, de 28 de julio, y posteriormente por el Decreto Ley 4/2015, de 29 de diciembre, y por la Ley 5/2017, de 28 de marzo, de medidas fiscales, administrativas, financieras y del sector público.
La gobernanza interna, la estructura, los procedimientos y la operativa de la entidad siguen los criterios que fija la normativa bancaria europea (Directiva 2013/36/UE, Reglamento 575/2013 y Basilea III, principalmente) y estatal (Ley 10/2014, de 26 de junio, de ordenación, supervisión y solvencia de entidades de crédito, y Real Decreto 84/2015, por el que se desarrolla la Ley 10/2014).
Los órganos de gobierno del ICF son la Junta de Gobierno y el consejero delegado o consejera delegada. Actualmente, la consejera delegada es Vanessa Servera Planas. En 2022 se concedieron 663 millones de euros, de los cuales 152 millones de euros fueron préstamos dedicados a la transición energética y 38 millones de euros a la vivienda de protección oficial. En cuanto a la actividad de capital riesgo, ICF es inversor en 57 fondos de capital riesgo mientras que 23 empresas tienen al grupo directamente en como accionista. La financiación otorgada por el Grupo ICF el 2022 contribuyó al mantenimiento y/o creación de más de 25.700 puestos de trabajo. En línea con la actividad de otros años, el 90% de los préstamos otorgados se destinaron al colectivo de pymes.

## Modelo de negocio
El principal objetivo de la entidad es impulsar y facilitar el acceso a la financiación al tejido empresarial en Cataluña, principalmente pymes, actuando como complemento del sector financiero privado. El ICF financia proyectos empresariales mediante préstamos, avales y la inversión en capital riesgo, entre otros.
- Préstamos para empresas: préstamos para financiar proyectos de inversión y/o circulando de autónomos, pymes, empresas y entidades.
- Avales: concesión de garantías ante las entidades financieras para facilitar el acceso al crédito a las empresas.
- Capital riesgo: inversión en fondo de capital riesgo a través de fondo de gestoras independientes e inversión directa en empresas y startups con el objetivo de fomentar la creación, la innovación y el crecimiento de las empresas.

## Sociedades del Grup ICF
El ICF, a nivel de grupo, incluye dos sociedades filiales: IFEM (Instrumentos Financieros para Empresas Innovadoras) y ICF Capital.  
- A través de IFEM se financian, junto con inversores privados y mediante préstamos participativos, empresas en fases iniciales o en las primeras etapas de crecimiento.
- ICF Capital, Sociedad Gestora de Entitades de Capital de Riesgo, impulsa, asesora y gestiona fondos o sociedades de capital riesgo que invierten en capital e instrumentos de débito a empresas catalanas. Actualmente, ICF Capital gestiona directamente 3 entidades de capital riesgo: ICF Capital Expansió II, ICF Venture Tech II i BCN Emprèn.

Además de estas sociedades filiales 100% ICF, la entidad participa (junto con otras entidades financieras y sectores empresariales) en el capital de Avalis de Catalunya, SGR. Avalis es la sociedad de garantía recíproca de capital mixto (público-privado) promovida por la Generalidad en 2003 que facilita el acceso al crédito de las pymes y autónomos mediante la concesión de avales financieros, técnicos y económicos. 